# Петров, Владимир Александрович (футболист)
Владимир Александрович Петров — советский футболист, полузащитник.
Воспитанник куйбышевского футбола, первый тренер Сенин. С клубом «Крылья Советов» выступал в высшей лиги СССР.
Первый матч за «Крылья Советов» провёл против московского «Динамо» (2:0, 13 июня 1966) выйдя на замену вместо Александра Маньшина.
Год спустя забил свои первые два гола за «Крылья Советов» в ворота команды «Зенит» (Ленинград) (4:0, 15 июня 1967).
За дубль «Крыльев Советов» провёл более 65 матчей и забил 14 мячей.
Выступал также за «Торпедо» (Тольятти) и служил в ВС СССР в СКА (Куйбышев) и СКА (Хабаровск).
19 июля 1970 забил мяч в международном матче «Торпедо» — «Берое» (Болгария, 3:0).
19 июня 1973 в матче «Торпедо» — «Сура» (3:0) забил два гола, которые не учтены, так как результат матча аннулирован, ввиду снятия с соревнований команды из Пензы.
Играл за ветеранскую команду «Крыльев Советов».

## Клубная статистика
| Выступление        | Выступление      | Выступление      | Лига | Лига | Кубок СССР | Кубок СССР | Дубль | Дубль | Итого | Итого |
| Клуб               | Лига             | Сезон            | Игры | Голы | Игры       | Голы       | Игры  | Голы  | Игры  | Голы  |
| ------------------ | ---------------- | ---------------- | ---- | ---- | ---------- | ---------- | ----- | ----- | ----- | ----- |
| Крылья Советов     | D1               | 1965             | —    | —    | —          | —          | 14    | 1     | 14    | 1     |
| Крылья Советов     | D1               | 1966             | 18   | 0    | 1          | 0          | 17    | 3     | 36    | 3     |
| Крылья Советов     | D1               | 1967             | 7    | 2    | —          | —          | 26    | 6     | 33    | 8     |
| Крылья Советов     | D1               | 1968             | 18   | 0    | —          | —          | 8     | 2     | 26    | 2     |
| Крылья Советов     | D1               | 1969             | 6    | 0    | —          | —          | 2     | 2     | 8     | 2     |
| Крылья Советов     | Итого            | Итого            | 49   | 2    | 1          | 0          | 67    | 4     | 117   | 6     |
| Торпедо (Тольятти) | D3               | 1970             | 27   | 6    | —          | —          | —     | —     | 27    | 6     |
| Торпедо (Тольятти) | D3               | 1973             | 26   | 7    | —          | —          | —     | —     | 26    | 7     |
| Торпедо (Тольятти) | Итого            | Итого            | 53   | 13   | —          | —          | —     | —     | 53    | 13    |
| СКА (Хабаровск)    | D3               | 1971             | 26   | 3    | —          | —          | —     | —     | 26    | 3     |
| СКА (Хабаровск)    | D3               | 1972             | 32   | 3    | —          | —          | —     | —     | 32    | 3     |
| СКА (Хабаровск)    | Итого            | Итого            | 58   | 6    | —          | —          | —     | —     | 58    | 6     |
| Всего за карьеру   | Всего за карьеру | Всего за карьеру | 160  | 21   | 1          | 0          | 67    | 4     | 228   | 25    |